# Вила Стевке Милићевић у Београду
Вила Стевке Милићевић у Београду, налази се у Ужичкој улици 54 и представља непокретно културно добро као споменик културе.

## Архитектура
Вила је саграђена 1929—1930. године, према пројектима истакнутих архитеката браће Петра и Бранка Крстића. Власница виле је била Стевка Милићевић, рођена Николић, супруга адвоката Милића Милићевића. У контексту београдске архитектуре између два светска рата, представља пример тежње ка модерном изразу. Смештена је на пространој парцели, а око здања је уређен врт, у једној од најстаријих улица резиденцијалне зоне Дедиња.
Обликована је у духу архитектуре ране модерне, са академским реминисценцијама. Посебно је осмишљена улазна партија са потпуно симетричним историјским цитатом трема са каријатидама.